# 小路紘史
小路 紘史（しょうじ ひろし、1986年7月11日 - ）は、日本の映画監督。
広島県三次市出身。広島県立三次高等学校、東京フィルムセンター映画・俳優専門学校　（現：東京俳優・映画＆放送専門学校）映画制作学科卒業。

## 来歴
幼稚園の頃より映画好きで、映画関係の仕事に就きたいと広島県立三次高等学校を卒業後に上京し、東京フィルムセンター映画・俳優専門学校（現：東京俳優・映画＆放送専門学校）に進学し映画制作学科にて学ぶ。CG専攻も考えたものの、実際に映画を作ったことで「自分の思い描いた映画を作れるのは監督だけ」と映画監督の道へ進む。最も影響を受けた映画人として、同校講師を務めるアメリカ人監督ダグ・キャンベルの名を挙げる。
2015年、SKIPシティ国際Dシネマ映画祭2011の短編部門で奨励賞を受賞し海外映画祭にも出品された2011年製作の同名短編映画を自身初の劇場用長編映画としてリメイクした長編デビュー作『ケンとカズ』が、第28回東京国際映画祭の日本映画スプラッシュ部門で作品賞を受賞。2016年7月30日に全国26館で劇場公開されると高評価を得て上映期間が2度延長されるロングラン上映となり、同作の公開をもって、同年末から翌年にかけて様々な新人監督賞を受賞した。
長編映画第2作となる『辰巳』をクラウドファンディングにより自主映画として製作する。2020年後期の公開を予定していたが、完成は2023年になり、劇場公開は2024年になった。

## 主な作品

### 映画

#### 長編映画
- ケンとカズ（2016年）
- 辰巳（2024年）[8][9]

#### 短編映画
- 23話目（2008年）
- 運び屋（2009年）
- 海の見える場所（2010年）
- BONSAI（2010年）
- ケンとカズ（2011年）
- 入れ歯（2012年）

### テレビドラマ
- GIVER 復讐の贈与者 第5話・第9話（2018年、テレビ東京）
- 珈琲いかがでしょう 第6話 - 第8話（2021年、テレビ東京）
- おしゃ家ソムリエおしゃ子!2 第4話・第11話（2021年、テレビ東京）
- 最果てから、徒歩5分（2022年、BSテレ東）
- 闇バイト家族（2024年、テレビ東京）

### CM
- UCC 父と息子編
- UCC 仲間編
- ART AQUARIUM×THE RAMPAGE from EXILE TRIBE 2023コラボCM

### 舞台
- 盆栽（2019年、倉山の試み） - 作[10]
- 盆栽Ⅱ（2021年、倉山の試み）
- シンゴとユリ（2022年）
- 土門恭平（2023年）作・演出

## 受賞歴
- 第57回日本映画監督協会新人賞（『ケンとカズ』）
- 2016年度新藤兼人賞 銀賞（『ケンとカズ』）
- 第26回日本映画プロフェッショナル大賞 新人監督賞（『ケンとカズ』）
- 第26回日本映画批評家大賞 新人監督賞（『ケンとカズ』）
- 第31回高崎映画祭 新進監督グランプリ（『ケンとカズ』）
- 第38回高崎映画祭 最優秀監督賞（『辰巳』）